# Ptochophyle permutans
Ptochophyle permutans là một loài bướm đêm trong họ Geometridae.